# Castelgrande
Castelgrande är en ort och kommun i provinsen Potenza i regionen Basilicata i Italien. Kommunen hade 914 invånare (2017).